# Saratogafelttoget
Saratogafelttoget var en række slag i 1777 under den amerikanske uafhængighedskrig. Det drejede sig om kontrollen over Hudson-floden.
Felttoget havde sit højdepunkt og afslutning i slaget ved Saratoga som resulterede i erobringen af den britiske hærstyrke under John Burgoyne. Den amerikanske sejr fik Frankrig til at træde ind i krigen på amerikanernes side.

## Britisk strategi
Da årets felttog var afsluttet i efteråret 1776, begyndte briterne at planlægge næste års operationer, da de europæiske arméer dengang i reglen ikke var aktive i vintermånederne. Der var to hovedstyrker i Nordamerika: Guy Carletons hær i Canada som havde slået den amerikanske invasion i 1775 tilbage og general William Howes hær som havde drevet George Washingtons hær væk fra New York i felttogene i New York og New Jersey i 1776.

### Howes plan om at angribe Philadelphia
Den 30. november 1776 skrev Howe, den britiske øverstkommanderende i Nordamerika, til lord George Germain i England og foreslog en ambitiøs plan for felttoget i 1777. Howe skrev, at hvis Germain sendte ham betydelige forstærkninger, kunne han iværksætte en række offensiver, herunder at sende 10.000 mand op gennem Hudson dalen og erobre Albany. I efteråret kunne Howe så samle sine styrker og erobre oprørernes hovedstad Philadelphia. Howe skiftede snart mening, efter han havde skrevet brevet. Forstærkninger ville antagelig ankomme for sent, og den amerikanske retræte i vinteren 1776 gjorde Philadelphia til et sårbart mål. Derfor bestemte Howe sig for, at i felttoget i 1777 skulle Philadelphia erobres inden der blev sendt styrker mod Albany. Howe sendte denne reviderede plan til Germain, der modtog den den 23. februar 1777 .

### Burgoynes plan om at erobre Albany
Imens var general Burgoyne i London og forsøgte at blive udnævnt til leder af en uafhængig styrke i Nordamerika. Han fremlagde en plan, som var blevet diskuteret af forskellige britiske generaler siden 1775. Det var et forsøg på at dele de amerikanske kolonier ved en invasion fra provinsen Quebec i Canada. Det havde general Carleton allerede forsøgt i 1776, men han havde ikke iværksat en invasion i fuld skala. Carleton blev kraftigt kritiseret i London for ikke at udnytte den amerikanske tilbagetrækning fra Canada i 1776 i større omfang, og nød ikke længere større tillid hos Germain, som mente at Burgoyne var i en god position til at få kommandoen over det canadiske felttoget i 1777.
Burgoyne blev bedt om at fremlægge en plan, og han fremlagde strategien i et notat med titlen "tanker om gennemførelse af krigen på den canadiske side". Den plan gav han til Germain den 28. februar 1777. Planen blev godkendt med nogle modifikationer. Burgoyne blev udnævnt til leder af ekspeditionen på bekostning af general Henry Clinton som også var i Storbritannien i et forsøg på at få en uafhængig kommando. Clinton blev i stedet adlet, men måtte ellers fungere som general Howes næstkommanderende. Burgoyne var så sikker på succes, at han væddede 50 guineas med en ven om, at han ville vende sejrrig tilbage inden et år.

### Angreb fra to sider
Burgoynes invasion fra Canada havde to komponenter: Han skulle føre hovedstyrken på omkring 10.000 mand langs Lake Champlain mod Albany, mens en anden afdeling på omkring 2.000 mand under ledelse af Barry St. Leger skulle bevæge sig ned gennem Mohawk–dalen i en strategisk afledningsmanøvre. Begge ekspeditionerne skulle gå mod Albany hvor de skulle slutte sig til Howes armé.
Dette sidste punkt viste sig at være den mest kontroversielle del af kampagnen: Germain godkendte Burgoynes plan efter at have fået Howes brev, hvor denne skrev at han ikke kunne klare at støtte den nordlige hær før sent på året efter at Philadelphia var blevet erobret. Om Germain fortalte Burgoyne om Howes reviderede planer er uklart, antagelig gjorde han det . Om Germain, Howe og Burgoyne havde de samme forventninger om i hvilken grad Howe skulle støtte invasionen fra Canada er også uklart. Nogen har hævdet, at Howe ikke fulgte instruktionerne og ganske enkelt opgav Burgoynes hær, andre hævder, at Burgoyne led nederlag på egen hånd og så forsøgte at skyde skylden på Howe og Clinton  Det som er sikkert, er, at Germain enten gav sine generaler for meget spillerum eller lod være med at fastlægge en klart defineret strategi .
Burgoyne vendte tilbage til Quebec den 6. maj 1777 med et brev fra lord Germain som skitserede planen, men som udelod detaljerne. Dette skabte en ny ledelseskonflikt, som plagede briterne krigen igennem. Generalløjtnant var for så vidt en højere rang end generalmajor Guy Carleton, men Carleton var stadig guvernør i Canada. Carleton afslog ikke bare Burgoynes henvendelse om tilstrækkelige canadiske styrker til at placere garnisoner i Crown Point og Fort Ticonderoga, han krævede også, at han skulle efterlade nogen af sine regulære styrker som garnison i Canada. I juni var alting på plads, og felttoget blev indledt.

## Felttoget

### Burgoynes ekspedition starter (juni 1777)
Burgoyne startede sit angreb på Albany i juni 1777. Han planlagde med at rykke sydpå langs søerne og Hudson–dalen til Albany. Den 13. juni 1777 havde han samlet sine styrker ved St. Johns.
Han forventede ikke en gentagelse af forrige års forsinkelse ved Valcour Island, da han rådede over en overlegen marinestyrke. Udover de fem sejlskibe fra året før, var et sjette blevet bygget og tre var blevet erobret fra Benedict Arnold efter slaget ved Valcour Island. Ud over disse skibe havde han 28 bevæbnede barkasser eller kanonbåde og en stor flåde af kanoer og bateauxer (både med flad bund) til transport.
Hans armé havde omkring 7.800 mand og over 130 kanoner som strakte sig fra lette morterer til 24 punds kanoner. Hans regulære soldater var organiseret i to divisioner. Generalmajor William Phillips ledede de 3.700 regulære soldater på højre fløj, mens generalmajor Riedesels 3.000 brunswickere lå på venstre fløj. Hans regulære styrker startede i god form, men var dårlig udrustet til kamp i vildmarken.

### Fort Ticonderoga (5.-6. juli 1777)
Burgoynes kombination af marine–, artilleri– og infanteristyrker bevægede sig ned ad Lake Champlain og virkede til at være stærke nok til at kunne gennembryde ethvert amerikansk forsvar. Den amerikanske general Philip Schuyler var enig i, at Fort Ticonderoga antagelig ikke kunne holdes mod denne styrke; men han beordrede general Arthur St. Clair til at gøre et forsøg på at holde stand der, og holde fortet så længe som muligt, inden han trak sig tilbage. Derfor tog Burgoyne Crown Point den 24. juni uden at møde modstand. Han styrkede dets forsvar og begyndte bygningen af et magasin, eller forsyningsdepot, for at kunne støtte sit angreb på Fort Ticonderoga.
Burgoyne og Schuyler forventede begge at erobringen af Ticonderoga ville blive en større operation; men britene fandt en måde at få artilleriet op på en bakke, som blev kaldt Sugar Loaf som havde udsigt udover fortet. St. Clair nåede at trække sig tilbage om natten, og Burgoynes mænd besatte hovedfæstningen og Mount Independence–fæstningerne den 6. juli. Selv om en senere undersøgelse frikendte både Schuyler og St. Clair for at have gjort noget forkert ved denne overgivelse, førte den til, at den kontinentale kongres erstattede Schuyler med general Horatio Gates som kommandant for den nordlige del af den kontinentale armé.

### Slaget ved Hubbardton og Fort Ann (7. juli 1777)
Efter at have mistet Ticonderoga, trak St. Clairs styrke sig tilbage i god orden. Burgoyne sendte styrker ud fra sin hovedstyrke for at forfølge dem. Mindst tre gange fangede de elementer af de amerikanske styrker under retræten. Den vigtigste hændelse var slaget ved Hubbardton, mens andre skete ved Fort Ann og Skenesboro. Tilsammen kostede disse hændelser amerikanerne halvt så store tab som briterne; men St. Clair klarede alligevel at føre de fleste af sine mænd i sikkerheds, så de kunne slutte sig til general Schuyler ved Fort Edward og amerikanerne vidste, at de fremover var i stand til at stå imod de britiske regulære styrker. Burgoynes fremrykning tog Fort Anne den 7. juli mens hans hovedstyrke gik i land ved Skenesboro den 8. juli.
Felttoget havde indtil videre stort set været en britisk succes, men nu begyndte tingene at gå galt. Burgoyne havde mistet nogle mænd, og selv om de 220 soldater, som blev dræbt eller såret var et lille tal i forhold til hvad han havde opnået, svækkede det invasionen. Han havde efterladt 400 mand i garnison for at passe på magasinet i Crown Point og yderligere 900 for at forsvare Ticonderoga. Han kunne have returneret til Fort Ticonderoga og så sejlet til den sydlige ende af Georgesøen, men det kunne have lignet en tilbagetrækning. Han begik den alvorlige fejl at beslutte sig til at forsætte over land til Fort Edward. Han tænkte, at han ville få behov for sit artilleri og sine forsyningsvogne for at en opretholde tilstrækkelig ildkraft til at undgå en gentagelse af de tab som blev påført briterne i Bunker Hill.
Schuyler og St. Clair bestemte sig i mellemtiden for at gøre denne transportetape så vanskelig som mulig. Deres vigtigste våben i denne fase af felttoget ville være øksen, og de var overlegne i brugen af den. Det er meget lettere at fælde træer på fjendens vej, end at fjerne dem efter at de er fældede. Det ville trække kampagnen i langdrag, trætte hans styrker og tære på hans forsyninger. Da Benedict Arnold sluttede sig til dem den 24. juli, støttede han deres plan indtil han blev sendt vestpå for at stoppe St. Leger ved Stanwix. Taktikken fungerede godt eftersom Burgoyne byggede en vej gennem vildmarken til sine kanoner. Hans fremrykning blev reduceret til omkring 1,6 km per dag. Han besatte Fort Edward den 29. juli uden større kampe. Schuyler havde trukket sig tilbage til Stillwater, og amerikanerne var forberedt på at gentage forsinkelsestaktikken fra Fort Edward til Saratoga.

### Slagene ved Fort Stanwix og Oriskany (juli–august 1777)
Oberstløjtnant St. Leger sejlede op af St. Lawrence-floden, krydsede Ontariosøen og ankom til Oswego uden hændelser. Han havde omkring 300 regulære soldater, støttet af en milits på 650 canadiere og loyalister. 1.000 indianere ledet af John Butler og Joseph Brant sluttede sig til dem. De forlod Oswego den 25. juli og belejrede Fort Stanwix ved Mohawk Floden. Omkring 800 patriotiske militsmænd og deres indianske allierede marcherede for at komme fortet til undsætning, men faldt i baghold og spredt af briter og indianere den 6. august i slaget ved Oriskany. Irokeserkrigere kæmpede på begge sider af slaget som markerede starten på en borgerkrig indenfor de seks nationer. Da en ny undsætningsekspedition ankom, denne gang ledet af Benedict Arnold, blev belejringen hævet og St. Legers ekspedition vendte tilbage til Canada. Burgoyne var nu på egen hånd.

### Slaget ved Bennington (16. august 1777)
Forsinkelsestaktikkerne som blev indledt af Schuyler, St. Clair og Arnold lykkedes på flere måder. Den britiske general Burgoyne måtte efterlade flere mænd for at sikre sine kommunikationslinjer. Hans indianske allierede blev utålmodige og begyndte at plyndre nybyggere og bosættelser. Dette gavnede den amerikanske modstandskraft. Drabet på loyalist nybyggeren Jane McCrae blev den mest kendte af disse hændelser. For hver dag som gik, blev de amerikanske styrker stærkere da militsenheder og individer ankom. Schuyler sendte Benedict Arnold vestpå for at undsætte Fort Stanwix og brugte tiden til at lade Tadeusz Kościuszko bygge forsvarsværker på Bemis Heights mellem Saratoga og Albany for at blokere vejen for Burgoyne.
Burgoyne havde kun få forsyninger tilbage, især manglede han heste til at arbejde på vejen og trække kanoner og forsyninger. Derfor var han tvunget til at sende enheder ud for at samle forsyninger. Da de hessiske dragoner var dem som mest savnede heste, sendte han oberst Baums regiment ind i det vestlige Massachusetts og New Hampshire sammen med Braunschweig–dragonerne og gav sin hovedstyrke nogle dags hvile. Denne enhed kom aldrig tilbage, og forstærkningerne han sendte efter dem kom hærgede tilbage fra slaget ved Bennington som blev udkæmpet den 15. august og som fratog Burgoyne næsten 1.000 mand og de forsyninger de havde så hårdt brug for.
Mens forhalingstaktikken fungerede godt i felten, var resultatet i den kontinentale kongres en helt anden sag. General Horatio Gates var i Philadelphia mens kongressen diskuterede det chokerende nederlag ved Ticonderoga, og de var mere end villige til at lægge skylden på nølende generaler. Nogen i kongressen havde allerede været utålmodige over Washington og ønsket en større og direkte konfrontation som kunne eliminere okkupationsstyrkerne. Washington frygtede at en sådan konfrontation antagelig ville tabe krigen. John Adams, leder af krigskomiteen, lovpriste Gates og bemærkede at "vi kommer aldrig til at fastholde en stilling, før vi skyder en general". Mod protester fra delegationen fra New York, sendte kongressen Gates af sted for at lede den nordlige del af hæren.

### Slaget ved Saratoga (september–oktober 1777)
Slaget ved Saratoga gik ind i amerikansk historie som en enkelt hændelse. I realiteten var det en månedlang serie af manøvrer som kulminerede i to slag. General Burgoyne havde holdt en pause i Saratoga for at afvente meldinger om Howes og St. Legers styrker og hvile efter sin vanskelige fremrykning gennem vildmarken. Han havde forsyningsproblemer og indså at ingen hjælp var på vej. Han måtte tage initiativet. Han krydsede over til den vestlige bred af Hudson ved hjælp af en pontonbro omkring 13 km syd for Saratoga og 3 km nord for højderne som var befæstet af amerikanerne.
Horatio Gates ankom til de voksende fæstningsværker på Bemis Heights og overtog kommandoen den 19. august. Han opførte sig køligt og arrogant og nægtede at give Schuyler en underordnet kommando. Schuyler tog sin afsked dagen efter. Gates godkendte den generelle plan, som Schuyler og Arnold havde udformet, og Kosciuszko fortsatte sit arbejde med fæstningsværkerne.
Benedict Arnold returnerede den 24. og blev overrasket over at Gates havde overtaget kommandoen. Deres uenighed startede næsten med det samme. Arnold ønskede at bruge fæstningsværkerne som et tilflugtssted hvorfra man kunne drage ud og angribe i ly af skovene, en taktik som amerikanerne foretrak, for så at trække sig tilbage til fortet når det behøvedes. Selvom Gates havde nogle kanoner fra franskmændene, var Burgoynes ildkraft amerikanernes fuldstændig overlegen, og briterne og hesserne var dygtige til at gennemføre belejringer.
Når man så bort fra kanonerne var styrkerne nogenlunde lige store. Burgoyne havde omkring 7.000 mand tilbage, mens Gates havde fået forstærkninger fra Washington og der var kommet flere militsmænd til så styrken var nu på omkring 8.000 mand. Gates satte Arnold til at lede den venstre division, længst væk fra floden. Den højre flanke under general Benjamin Lincoln blev holdt af milits og artilleri som havde udsyn over flodvejen. Gates ledede selv centrum med de stærkeste af de kontinentale regimenter.
Gates gav Arnold tilladelse til at udsende rekognosceringsenheder. Da Burgoyne til sidst rykkede frem mod de amerikanske stillinger den 19. september, indledte Arnold slaget ved Freeman's Farm som stoppede fremrykningen; men da Arnold forsøgte at føre Enoch Poors brigade frem til støtte for angrebet, beordrede Gates ham tilbage til hovedkvarteret og slaget blev ikke afgjort. Burgoyne trak sig tilbage og byggede sine egne befæstninger bag en kløft omkring 5 km nord for Bemis Heights.
Efter dette slag tog Gates nogle af Arnolds regimenter for at forstærke centrum. Arnold stillede sin stilling til disposition, men blev stoppet af en opfordring som var underskrevet af alle linjeofficerer med undtagelse af general Lincoln; men Gates fjernede ham fra hans kommando, og dermed var han nu tilknyttet hovedkvarteret uden opgaver. Lincolns mænd, støttet af milits, gennemførte et angreb ved Fort Ticonderoga mens amerikanske skarpskytter fortsatte med at genere de britiske stillinger.
Militsenheder fortsatte med at ankomme og den amerikanske styrke voksede til over 10.000 mand. Burgoyne igangsatte sit næste angreb den 7. oktober, da hans forsyningslinjer var truede og hans stilling begyndte at blive desperat. Budbringere red ind og ud af hovedkvarteret, mens Arnold gik frem og tilbage i hovedkvarteret og hørte på lyden af skud fra regimenterne under Daniel Morgan og Henry Dearborn. Arnold blev ignoreret af Gates. Til sidst steg han til hest og galoperede mod kampen uden ordrer. Gates sendte en rytter af sted for at beordre ham tilbage, men han fik aldrig fat på Arnold som tog ledelsen over slaget ved Bemis Heights og drev briterne tilbage til deres stillinger. Senere blev general Gates kendt som "helten fra Saratoga".

## Overgivelse og konventionshæren
Den 8. oktober trak Burgoyne sig tilbage til Saratoga. Han og general Gates brugte en uge på at forhandle sig frem overgivelsesbetingelserne. Burgoynes indianske allierede forsvandt ind i skovene, og flere loyalistenheder stak af tilbage til Canada. Gates var generøs i sine betingelser som ble kaldt «Saratogakonventionen». Burgoyne fik lov at beholde sin uniform og hans mænd marcherede ud af lejren den 17. oktober 1777 for at overgive sine våben. Konventionen krævede at hæren hans skulle returnere til England.
Men da at hæren som havde overgivet sig marcherede til Massachusetts, bestemte kongressen sig for ikke at overholde betingelserne. Hæren blev holdt tilbage i lejre i hele New England i et stykke tid. Selv om individuelle officerer blev udvekslet, marcherede store dele av "konventionshæren" sydpå til Virginia hvor den forblev fængslet i årevis.
Da canadierne og de overlevende britiske styrker trak sig tilbage, generobrede amerikanerne Fort Ticonderoga og Crown Point uden episoder.

## Efterspil
Effekten af Burgoynes overgivelse var enorm. De revolutionæres selvtillid og beslutsomhed, som havde lidt under Howes vellykkede okkupation af Philadelphia, blev fornyet. Vigtigere var det at sejren opmuntrede Frankrig til at gå ind i krigen mod Storbritannien. Spanien og Holland fulgte snart efter. Tabet svækkede også den siddende britiske regering under lord Frederick North yderligere. For briterne var krigen nu blevet meget mere kompliceret.

## Vurdering
Briterne lagde skylden for nederlaget på manglende koordination. George Germain blev anklaget for ikke at have samordnet Burgoynes offensiv med aktiviteterne i general William Howes armé. I stedet for at arbejde sammen mod et fælles mål, drev de to britiske arméer uafhængige felttog i 1777, hvor Howe i stedet drev sit Philadelphiafelttog.